# ホンダ・XLV750R
XLV750R（エックスエルブイ750アール）は、本田技研工業がかつて製造販売したオートバイである。

## 概要
型式名RD01。1970年代半ばより製造販売されていた本田技研工業のデュアルパーパスモデルXLシリーズに属する排気量750㏄クラスの大型自動二輪車である。
1982年の第4回パリ - ダカール・ラリー（現・ダカール・ラリー）モト（二輪）部門でシリル・ヌヴー（Cyril Neveu）がドライブするXR500改で初優勝したが、次期ワークスマシンとして計画開発された。このため搭載される4ストロークエンジンはシリーズ初のV型2気筒としたほか、動力伝達がシャフトドライブとされるなど、既存のXLシリーズとはいくつかの相違点がある。
本モデルは当初海外向け輸出専売モデルとして開発されたが、日本国内へは300台限定で発売された。

## 車両解説
※本項では日本国内向け仕様をベースに解説を行う。
車体では、フレームを新設計の角型断面鉄製ダブルクレードル型したが、エンジンの潤滑方式をドライサンプとしたことから、メイン部分にオイルタンクを内蔵する。
サスペンションは、前輪がスタビライザー装着のテレスコピック、後輪がドライブシャフトと一体化したプロリンク式スイングアームとし、共に円筒空気ばねを併用。タイヤはリムをアルミニウム合金製としたスポークホイールに90/90-21 54S（前）/130/80-17 65S（後）を装着。ブレーキは前輪がローター径276mmでダブルピストンキャリパーとしたシングルディスク、後輪が機械式リーディングトレーリングとされた。
搭載されるRD01E型エンジンは、NV750カスタム用RC14E型エンジンをベースにしており、内径x行程：79.5x75.5（mm）・排気量749cc・45°バンクV型2気筒・吸気2/排気1の3バルブSOHC・2プラグ方式・油圧式バルブクリアランスオートアジャスター機構などは共通であるが。以下の相違点がある。
- 冷却方式を水冷から空冷へ変更
- オイルクーラーを追加
- 潤滑方式を圧送式ドライサンプへ変更
- 圧縮比を9.8→8.4へ変更
- 点火装置をトランジスタ式から無接点式CDIへ変更
- キャブレターをVD7A型からVD8D型へ変更

これらの構成から最高出力55ps/7,000rpm・最大トルク6.0kg-m/ 7,500rpmのスペックを発揮する。また組み合わせられるマニュアルトランスミッションは常時噛合式5段が搭載された。
燃料タンクは19Lとデュアルパーパスモデルとしては大容量タイプとしており、プロトタイプ発表時にはなかった後バンクシリンダー冷却用エアスクープを下側に装着する 。
なお当初予定されていた本モデルをベースにしたワークスマシンによるパリ - ダカール・ラリーへの参戦は、諸事情により取り止めとなったため公道走行モデルのみの販売となった。

### 遍歴
1982年10月
フランスのパリモーターサイクルショー（サロン・デ・ラ・モト）でプロトタイプを公開。
1983年
全世界1,000台限定のうち日本国内向け仕様は同年3月9日に同月10日より300台限定で発売。
- モデルコードXLV750R（D）。車体色はHRCワークスカラーとも呼ばれる青・白・赤のトリコーロールとされ、エンジン・クランクケース・フロントフォーク・後輪バブを赤色に塗装された。
- 海外へはイギリスを除くヨーロッパ諸国へ輸出された。

1985年
以下の変更を実施したモデルコードXLV750R（F）へマイナーチェンジを実施。
- カムシャフトプロフィールを変更。
- 自動カムチェーンテンショナー・キャブレターセッティングを変更。
- エンジン・クランクケースを黒塗装化。
- フロントフォーク・後輪ハブ・リムを金色塗装化。
- 車体色を黒+赤/黒+青/黒+銀のツートーン3種類に変更
- 日本国内ならびにヨーロッパではドイツ・イギリスでは未販売。新たなにオーストラリアで販売。

1986年
- 製造終了。

## 後継モデル
アフリカツイン（XRV650/750）
本モデルと同じくV型2気筒エンジンを搭載するワークスマシーンのNXR750が1986年の参戦から1989年までパリ - ダカール・ラリーモト（二輪）部門で4年連続優勝したことからイメージモデルとして製造販売された。
トランザルブ（XL400V/600V/650V/700V）
XL1000V バラデロ
本モデルは主にラリーレイドをコンセプトとして開発・製造販売されたが、市場では未舗装路走破性と高速巡航を両立させたツーリングマシンとして受け入れられたことから、それらに特化させたアドベンチャータイプとして開発されたモデルである。